# Зебраре
Зебраре се нарича кръстоската между зебра и магаре. Магаретата и зебрите принадлежат към семейство Коне.
Естествени зебрарета се срещат Южна Африка, където зебри и магарета живеят в близост. Подобно на мулетата, и зебраретата обикновено са стерилни, поради нечетния брой хромозоми, които възпрепятстват мейозата. В „Произход на видовете“ обаче Чарлз Дарвин съобщава за успешна кръстоска между зебраре и кобила.